# Mateusz Prus
Mateusz Prus [maˈtɛuʂ ˈprus], född 9 mars 1990 i Zamość, är en polsk fotbollsmålvakt som senast spelade för Chrobry Głogów. Han har tidigare spelat för Roda JC i Eredivisie.